# Chengdu J-20
De Chengdu J-20 "Powerful Dragon" is een tweemotorig jachtvliegtuig van de vijfde generatie met stealth-technologie dat als prototype ontwikkeld is door de Chengdu Aircraft Industry Group voor de Chinese luchtmacht. Op 11 januari 2011 maakte de J-20 zijn eerste vlucht.
De J-20 is met zijn stealth-technologie nauwelijks zichtbaar op de radar. Dit noopte de United States Air Force om hun Boeing E-3 AWACS vliegtuigen met roterende radome te vervangen door Boeing E-7 Wedgetails met een gevoeligere radar antenne-array. De J-20 geldt als een potentiële rivaal van de Amerikaanse F-22. Dat is sinds 2005 het gevechtsvliegtuig van de Amerikaanse luchtmacht voor luchtoverwicht, dat tegen 2030 vervangen wordt door de Boeing F-47 van de zesde generatie.
Op 1 november 2016 werd het toestel aan het publiek van het luchtvaartsalon van Zhuhai voorgesteld. In een luchtshow doorkliefden twee J-20's de lucht. De voorstelling werd pas op het laatste moment bekendgemaakt.
Het toestel werd in gebruik genomen in 2017.

## Ontwikkelingen in China
In januari 2011 kwam de testvlucht van de Chengdu J-20 op een gevoelig moment. De Amerikaanse minister van Defensie, Robert Gates, was in China om de groeiende rivaliteit tussen de twee landen in te dammen. China bewapent zich de afgelopen jaren. Dat leidt tot bezorgdheid bij de Verenigde Staten en andere landen in de regio. 
Volgens de Chinese minister van Defensie, Liang Guanglie, zijn de investeringen nodig omdat de militaire technologie van China tientallen jaren achterloopt op die van de VS.

De energie die wij stoppen in het onderzoek naar en de ontwikkeling van wapensystemen is niet bedoeld om welk land dan ook in de wereld te bedreigen.

Ondertussen werkt China aan twee gevechtsvliegtuigen van de zesde generatie: de Chengdu J-36 en de Shenyang J-50.

## Bases
- 172e luchtmacht regiment, Cangzhou luchtmachtbasis, Hebei: tests en opleiding
- 1e brigade gevechtsvliegers, luchtmachtbasis Anshan (Liaoning)
- 5e brigade gevechtsvliegers, luchtmachtbasis Guilin in Guangxi
- 8e brigade gevechtsvliegers, luchtmachtbasis Changxing in Zhejiang
- 9e brigade gevechtsvliegers, luchtmachtbasis Wuhu in Anhui
- 41e brigade gevechtsvliegers, luchtmachtbais Wuyishan in Fujian
- 56e brigade gevechtsvliegers, luchtmachtbasis Zhengzhou in Henan
- 97e brigade gevechtsvliegers, luchtmachtbasis Dazu in Chongqing
- 111e brigade gevechtsvliegers, luchtmachtbasis Korla in Xinjiang

## Ontwikkelingen in Rusland
Ook Rusland heeft een gevechtsvliegtuig van de vijfde generatie, de Soechoj Soe-57 van vliegtuigbouwer Soechoj, die is ingezet in de Russische invasie van Oekraïne sinds 2022. Rusland werkt ook aan de MiG-41 van de zesde generatie.